# 塔库尔德瓦拉
塔库尔德瓦拉（Thakurdwara），是印度北方邦Moradabad县的一个城镇。总人口35279（2001年）。

## 人口
该地2001年总人口35279人，其中男性18654人，女性16625人；0—6岁人口6741人，其中男3452人，女3289人；识字率49.91%，其中男性为58.13%，女性为40.70%。